# Laurent Caiolo
Laurent Cailo, né le 10 novembre 1978, est un skieur alpin et un skieur acrobatique français spécialiste du skicross..

## Parcours sportif en ski alpin

ski alpin

Laurent Caiolo est un spécialiste des épreuves de vitesse.
En février 1998, il prend la 37e place des championnats du monde juniors de slalom géant à Megève. 
Il réalise 4 tops-15 en Coupe d'Europe, avec comme meilleur résultat une 9e place dans la descente de Sestrières en 2001.
En avril 2002 à Val d'Isère, il est sacré Champion de France de super G devant Christophe Saioni.

## Parcours sportif en skicross

ski acrobatique

De 2003 à 2005, il effectue 2 saisons de skicross.
En 2004 à La Plagne, il prend la 3e place des championnats de France de skicross remportés par Xavier Kuhn.
En 2005, il termine 21e de la Coupe du monde de skicross. Il y obtient son meilleur résultat dans l'épreuve de Naeba (Japon) où il prend la 5e place. 